# Ливнев, Сергей Давидович
Серге́й Дави́дович Ли́внев (род. 16 апреля 1964, Москва) — советский и российский кинорежиссёр, сценарист и драматург, кинопродюсер.

## Биография
Родился 16 апреля 1964 года в Москве. Мать — кинооператор и кинорежиссёр Марина Евсеевна Голдовская, отец — режиссёр и сценарист, профессор ГИТИСа Давид Григорьевич Ливнев. Дед — Евсей Михайлович Голдовский, учёный-изобретатель в области кинотехники.
В 1981-85 годах учился на операторском факультете ВГИКа (мастерская Вадима Юсова). В 1985 году написал сценарий «Здравствуй, мальчик Бананан», по которому режиссёром Сергеем Соловьёвым был снят фильм «Асса» (премьера состоялась в конце марта 1988). В 1987 году окончил сценарный факультет ВГИКа (мастерская А. Бизяка).
После окончания ВГИКа работал в качестве сценариста и драматурга. В 1990 году совместно с Валерием Тодоровским и Игорем Толстуновым организовал продюсерскую компанию «ТТЛ». В 1993 году основал студию «Л-Фильм». С 1995 по 1998 год занимал должность директора киностудии им. Горького.
С 1997 по 1998 год был членом Совета по культуре при Президенте РФ и Комиссии по Государственным премиям РФ.
С 1999 года жил в США, с 2006 года – в Великобритании. С 2020 года проживает в Латвии.
В 2007 году стал одним из основателей кинокомпании «Леополис» и, продолжая жить в Англии, до 2014 занимался продюсированием фильмов и сериалов в России, а также дистрибуцией иностранных фильмов. После 2014 года прекратил заниматься кинобизнесом в России и вернулся к сценарной и режиссёрской работе.
В 2018 году снял по своему сценарию фильм «Ван Гоги», съёмки картины проходили в Латвии и в Израиле.

## Фильмография

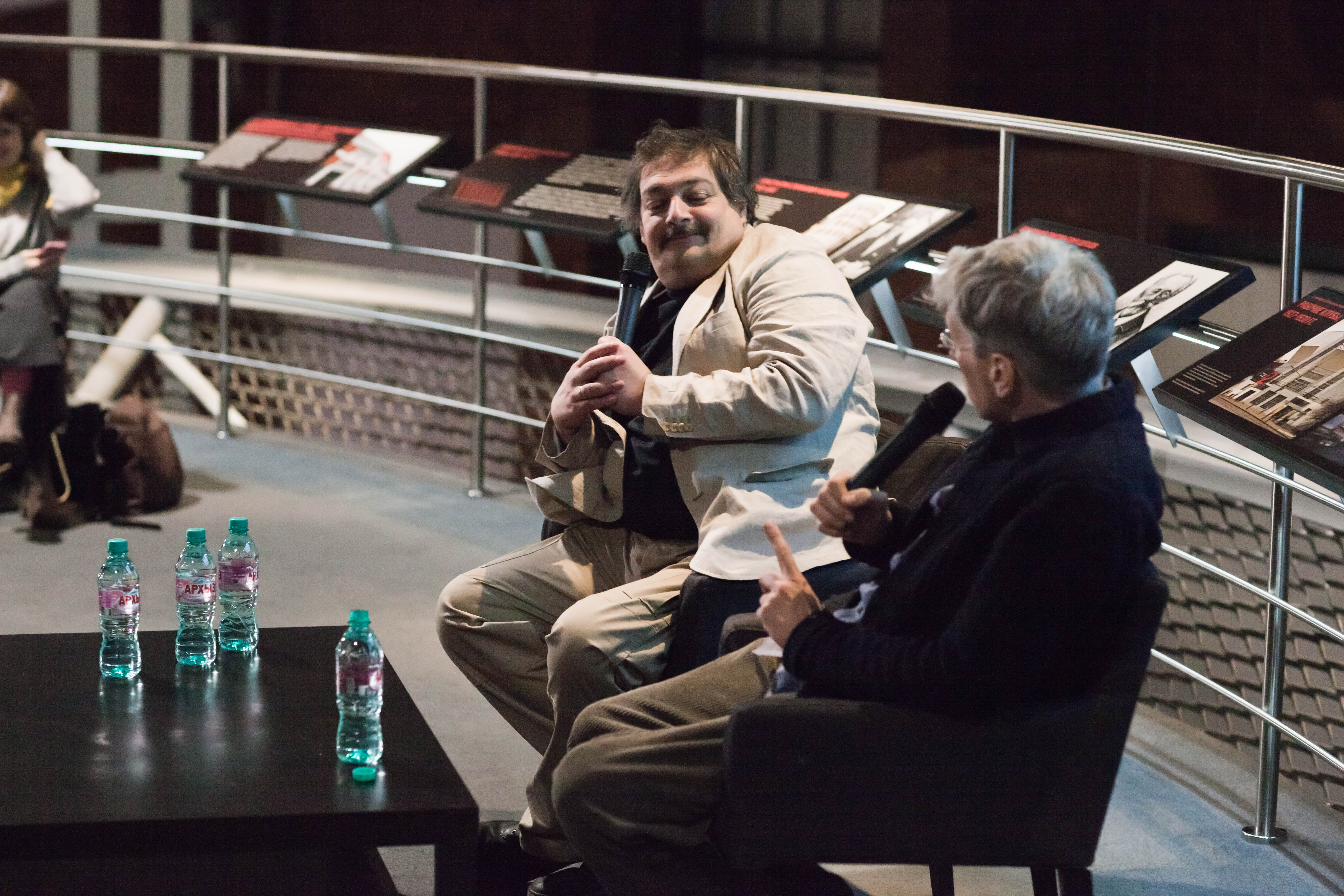
Сергей Ливнев и Дмитрий Быков на предпремьерном показе фильма Ливнева «Ван Гоги» в Еврейском музее и центре толерантности, 6 марта 2019 года

### Режиссёр
- 1991 — Кикс
- 1994 — Серп и молот
- 2018 — Ван Гоги

### Сценарист
- 1987 — Асса
- 1990 — Мои люди
- 1990 — Тело
- 1991 — Кикс
- 1993 — Любовь по заказу
- 1994 — Серп и молот
- 2018 — Ван Гоги

### Продюсер
- 1991 — Любовь
- 1991 — Кикс
- 1994 — Серп и молот
- 1997 — Новогодняя история
- 1997 — Змеиный источник
- 1998 — Страна глухих
- 1998 — Сочинение ко Дню Победы
- 1998 — Игра в браслетах
- 2001 — Гладиатрикс
- 2003 — В июне 41-го
- 2004 — Изгнанник
- 2005 — Второй фронт
- 2006 — Трое сверху
- 2007 — Трое сверху — 2
- 2008 — Гитлер капут!
- 2009 — Любовь в большом городе
- 2009 — Ржевский против Наполеона
- 2010 — ПираМММида
- 2010 — Любовь в большом городе 2
- 2011 — Служебный роман. Наше время
- 2012 — Ржевский против Наполеона
- 2014 — Любовь в большом городе 3
- 2016 — Статус: Свободен
- 2018 — Ван Гоги

## Награды и премии
- 1992 — КФ «Дебют» в Москве (Приз Гильдии киноведов и кинокритиков России, фильм «Кикс»)
- 1992 — Премия «Золотой Овен» (Лучшему кинопредпринимателю года)
- 1994 — КФ русского кино в Сан-Рафаэле (Приз «Золотой парус», фильм «Серп и молот»)
- 1994 — ОКФ «Киношок» в Анапе (Приз за режиссуру, Приз прокатчиков, фильм «Серп и молот»)
- 1998 — Премия «Золотой Овен» (За лучший фильм года, фильм «Страна глухих»)
- 2018 — специальный приз жюри конкурса «Копродукция. Окно в мир» и первое место в конкурсе «Выборгский счет» на кинофестивале «Окно в Европу»[4] (фильм «Ван Гоги»)
- 2019 — Премия за лучший фильм года на русском языке «Golden Unicorn» в Лондоне[5]

## Семья
Был женат (с 1986 по 1992) на певице и актрисе Алике Смеховой; разведён.